# ارس دره
ارس دره (نام علمی: Juniperus convallium) نام یک گونه از سرده ارس است.